# Podslivnica
Podslivnica – wieś w Słowenii, w gminie Cerknica. W 2018 roku liczyła 33 mieszkańców.